# 被天堂遺忘的孩子
於2006年首次出版，2014再版，《被天堂遺忘的孩子》是一本由索尼雅‧納薩瑞歐所著的暢銷小說，講述17歲的宏都拉斯男孩從家鄉德古斯加巴翻山越嶺、克服重重困難來到美國，只為能和母親再次相聚。2006年由企鵝藍燈書屋第一次出版。此非虛構小說已翻譯成八種語言，於美國有英語及西語版本。瞄準10至14歲的青年版本亦於2014出版，不過較不受其他讀者歡迎。 
此書為以2002年刊行於洛杉磯時報的普立茲獲獎文章為基礎去作撰寫。 